# Miasta w Tadżykistanie
Według danych oficjalnych pochodzących z 2010 roku Tadżykistan posiadał ponad 40 miast o ludności przekraczającej 10 tys. mieszkańców. Stolica kraju Duszanbe jako jedyne miasto liczyło ponad pół miliona mieszkańców; 1 miasto z ludnością 100÷500 tys.; 3 miasta z ludnością 50÷100 tys.; 9 miast z ludnością 25÷50 tys. oraz reszta miast poniżej 25 tys. mieszkańców.

## Największe miasta w Tadżykistanie
Największe miasta w Tadżykistanie według liczebności mieszkańców (stan na 21.09.2010):
| Lp. | Miasto                    | Wilajet                   | Liczba ludności |
| --- | ------------------------- | ------------------------- | --------------- |
| 1.  | Duszanbe (Душанбе)        | miasto Duszanbe           | 724 tysięcy     |
| 2.  | Chodżent (Хуҷанд)         | sogdyjski                 | 162 tysięcy     |
| 3.  | Kulab (Кӯлоб)             | chatloński                | 95 tysięcy      |
| 4.  | Kurgonteppa (Қӯрғонтеппа) | chatloński                | 75 tysięcy      |
| 5.  | Istarawszan (Истаравшан)  | sogdyjski                 | 55 tysięcy      |
| 6.  | Tursunzoda (Турсунзoдa)   | administrowany centralnie | 47 tysięcy      |
| 7.  | Konibodom (Конибодом)     | sogdyjski                 | 46 tysięcy      |
| 8.  | Pandżakent (Панҷакент)    | sogdyjski                 | 43 tysięcy      |
| 9.  | Isfara (Исфара)           | sogdyjski                 | 43 tysięcy      |
| 10. | Wahdat (Ваҳдат)           | administrowany centralnie | 40 tysięcy      |

## Alfabetyczna lista miast w Tadżykistanie
Jeśli miasto posiada polski egzonim zalecany przez Komisję Standaryzacji Nazw Geograficznych, podano go w pierwszej kolejności.
(w nawiasie nazwa oryginalna w języku tadżyckim)
- Abdurahmon Dżomi (А. Ҷомӣ), wilajet chatloński
- Adrasmon (Адрасмoн), wilajet sogdyjski
- Aszt (Ашт), wilajet sogdyjski
- Boszkengasz (Бошкенгаш), Wilajet Administrowany Centralnie
- Buston (Бӯстон), wilajet sogdyjski
- Chodżent (Chudzand) (Хуҷанд), wilajet sogdyjski
- Chorog (Chorug) (Хоруғ), Górski Badachszan
- Czkalowsk (Чкаловск), wilajet sogdyjski
- Dangara (Данғара), wilajet chatloński
- Duszanbe (Душанбе), miasto Duszanbe
- Dusti (Дусти), wilajet chatloński
- Farchor (Фархoр), wilajet chatloński
- Gafurow (Ғафуров), wilajet sogdyjski
- Garm (Ғарм), Wilajet Administrowany Centralnie
- Gonczi (Ғончӣ), wilajet sogdyjski
- Hisar (Ҳисор), Wilajet Administrowany Centralnie
- Isfara (Исфара), wilajet sogdyjski
- Istarawszan (Истаравшан), wilajet sogdyjski
- Jowon (Ёвон), wilajet chatloński
- Kajrakkum (Қайроққум), wilajet sogdyjski
- Kolchozobod (Колхозoбoд), wilajet chatloński
- Konibodom (Конибодом), wilajet sogdyjski
- Kulab (Kulob) (Кӯлоб), wilajet chatloński
- Kurgonteppa (Қӯрғонтеппа), wilajet chatloński
- Matcza (Матча), wilajet sogdyjski
- Moskwa (Москва), wilajet chatloński
- Muminobod (Мӯминобод), wilajet chatloński
- Murgob (Мурғоб), Górski Badachszan
- Norak (Нoрaк), wilajet chatloński
- Now (Нов), wilajet sogdyjski
- Obigarm (Обигарм), Wilajet Administrowany Centralnie
- Pandż (Панҷ), wilajet chatloński
- Pandżakent (Панҷакент), wilajet sogdyjski
- Proletar (Пролетар), wilajet sogdyjski
- Rogun (Роѓун), Wilajet Administrowany Centralnie
- Sarband (Сарбанд), wilajet chatloński
- Somonijon (Сомониён), Wilajet Administrowany Centralnie
- Szahrtuz (Шаҳртуз), wilajet chatloński
- Szarora (Шарора), Wilajet Administrowany Centralnie
- Taboszar (Табошар), wilajet sogdyjski
- Tugalan (Тугалан), wilajet chatloński
- Tursunzoda (Турсунзoдa), Wilajet Administrowany Centralnie
- Wachsz (Вахш), wilajet chatloński
- Wahdat (Ваҳдат), Wilajet Administrowany Centralnie
- Wose (Восеъ), wilajet chatloński
- Zafarobod (Зафаробод), wilajet sogdyjski